# Maria Zaborowska
Maria Franciszka Zaborowska (ur. 19 lutego 1902 w Warszawie, zm. 17 sierpnia 1973 w Słupsku) – pracownik kulturalny, muzealnik, społecznik, zasłużona dla miasta Słupska.

## Życiorys
Przyszła na świat w rodzinie Kazimierza Januszewskiego (zm. 1920) i Franciszki z domu Kluczyńskiej (zm. 1922). Miała dwóch młodszych braci: Tadeusza (ur. 1910) i Kazimierza (ur. 1911), którymi opiekowała się po śmierci rodziców.
Dzieciństwo i młodość spędziła w Warszawie. Ukończyła warszawskie gimnazjum zdając w 1919 roku maturę. Pozytywnie przeszła egzaminy do Szkoły Sztuk Pięknych, ale nie została przyjęta z powodu nieukończonych 18 lat.
Podjęła pracę w Dowództwie Sztabu Generalnego w Warszawie, gdzie poznała swojego przyszłego męża – wojskowego Jerzego Antoniego Zaborowskiego (ur. 21 września 1904 w Warszawie), z zawodu inżyniera drogowego. Ślub wzięli dopiero w 1936, gdyż specyficzne przepisy wojskowe nie pozwalał, by małżonkowie zajmowali określone stanowiska.
Zaborowscy niemal całą okupację spędzili w stolicy, gdzie na świat przyszła ich córka Wanda. Po powstaniu warszawskim Maria została osadzona wraz z córką w obozie przejściowym w Pruszkowie, podczas gdy mąż jej trafił do obozu koncentracyjnego w Dachau, gdzie zginął w 1945.
Po wojnie Maria wraz z córką trafiła do Zawiercia, skąd wyruszyła na Zachód. W Słupsku znalazła się 10 października 1945, a już kilka dni później rozpoczęła pracę w Wydziale Oświaty, Kultury i Sztuki przy Zarządzie Miejskim. Równocześnie kierowała pracami Komisji Badań Słowiańskich. W latach 1946–1948 była nauczycielką w Państwowej Szkole Korespondencyjnej.
W 1950 objęła kierownictwo muzeum w Słupsku. Pełniła tę funkcję do 1964, kiedy to powołano Muzeum Pomorza Środkowego w Słupsku, którego wicedyrektorem była do śmierci. Jeszcze będąc w Zarządzie Miejskim prowadziła poszukiwania ocalałych muzealiów i rozproszonych zbiorów. Muzeum w Słupsku zawdzięcza jej ocalenie wielu cennych zabytków. W 1948 odnaleziona została dokumentacja niemieckiego Haimatmuseum (fotografie, negatywy, części kart i ksiąg inwentarzowych). Dbała o przechowanie zabytków niemieckich, zabiegała o zabezpieczenie dzieł sztuki i zabytków kultury materialnej, często za własne pieniądze kupowała muzealia oraz książki. Starała się o dary i przekazy, pieczołowicie gromadziła zabytki etnograficzne. Myśląc o przyszłości muzeum zatrudniła wykształconą kadrę fachowców, nawiązała kontakty z archeologami, historykami i etnografami. 
Zainicjowała prace badawcze nad Słowińcami. W 1960 jako radna przeforsowała wniosek w sprawie odbudowy Zamku Książąt Pomorskich w Słupsku. W tym samym roku rozpoczęto prace nad projektem budowy skansenu w Klukach (Muzeum Wsi Słowińskiej).
Bardzo intensywnie zajmowała się popularyzacją wiedzy o regionie, wygłaszając prelekcje, pogadanki i odczyty, przygotowując audycje radiowe. Ujmującym sposobem bycia i poczuciem humoru potrafiła zjednać sobie młodych ludzi. W 1953 zainicjowała powstanie Młodzieżowego Koła Miłośników Muzeum, które działało nieprzerwanie przez 12 lat.
Dużą część swojego życia poświęciła na działalność społeczną. Od 1946 należała do Stronnictwa Demokratycznego, była jednym z inicjatorów powstania w Słupsku Polskiego Towarzystwa Historycznego (1953), należała do komitetu organizacyjnego Słupskiego Towarzystwa Społeczno-Kulturalnego (1964) i słupskiego oddziału Polskiego Towarzystwa Krajoznawczego, działała w Polskim Towarzystwie Archeologicznym, była radną Miejskiej Rady Narodowej i ławnikiem sądowym. Należała do inicjatorów budowy pierwszego w kraju Pomnika Powstańców Warszawskich, który powstał w Słupsku.
Cieszyła się ogromnym autorytetem i szacunkiem władz. Za swoją działalność była wielokrotnie nagradzana i odznaczana. 
Maria Zaborowska zmarła 17 sierpnia 1973 w Słupsku. Pochowana została w Alei Zasłużonych Starego Cmentarza w Słupsku.

## Ordery i odznaczenia
- Krzyż Kawalerski Orderu Odrodzenia Polski (1964)
- Srebrny Krzyż Zasługi (1937)
- Medal Zwycięstwa i Wolności 1945 (1946)
- Medal Dziesięciolecia Odzyskanej Niepodległości (1928)
- Brązowy Medal za Długoletnią Służbę (1938)
- Medal 100-lecia Turystyki Polskiej (1973)
- Odznaka 25-lecia Stronnictwa Demokratycznego (1962)[1]

## Upamiętnienie
W 1982 imię Marii Zaborowskiej otrzymała jedna z ulic Słupska, położona na Osiedlu Niepodległości.